# Milli Vanilli
Milli Vanilli byla německá hudební skupina, velmi populární na přelomu 80. a 90. let 20. století. Hrála pop a R&B. Její sláva však rychle pohasla po velkém skandálu.

## Skandál
Skupinu vytvořil roku 1988 manažer Frank Farian (v minulosti manažoval např. Boney M), a to ze dvou zpěváků, tanečníků a modelů: Francouze Faba Morvana a Němce Roba Pilatuse. První album Girl You Know It's True zaznamenalo obrovský komerční úspěch a skupina byla nominovaná roku 1990 na americkou Grammy v kategorii Nejlepší nový umělec (Best New Artist). To se jí však stalo osudné, neboť právě při jejich vystoupení na ceremoniálu Grammy vypátral novinář Los Angeles Times Chuck Philips, že skutečným zpěvákem Milli Vanilli není ani jeden z jejích dvou oficiálních členů. Tím byl Charles Shaw (a několik dalších vokalistů, jejichž hlasy Farian různě namíchal a elektronicky upravil) a Morvan s Pilatusem byli vybráni jen díky atraktivnímu zjevu a tanečním dovednostem. Toto odhalení spustilo jeden z největších skandálu v dějinách hudebního byznysu, vyústilo ve stažení nahrávek společností Arista Records z prodeje, odebrání Grammy a rozproudilo širokou debatu o podstatě pop-music v éře, kdy zpěv ustupuje do pozadí, jednak pod tlakem vizuální stránky šoubyznysu, jednak díky možnostem elektronických úprav hlasu. Farian se hájil tím, že tento postup nebyl tajný ani neobvyklý a byl užit koneckonců již u Boney M (někteří najatí členové Boney M nebyli zaznamenáni na nahrávkách, tvořili jen vizuální složku kapely). Morvan s Pilatusem se zase hájili tím, že o ničem nevěděli, a že podvedeni jsou oni, nikoli že by sami podváděli.

## Po pádu
Farian se pokoušel hudbu připravenou pro Milli Vanilli zachránit novými projekty bez Morvana a Pilatuse (Real Milli Vanilli, Try 'N' B), ale nepříliš úspěšně. I Morvan a Pilatus založili po pádu Milli Vanilli nový projekt pod názvem Rob & Fab, ale jejich nového alba se prodalo jen 2000 kusů a nadlouho zmizeli ze scény. Roku 1997 se Farian s Morvanem a Pilatusem dohodli, že se pokusí o comeback pod značkou Milli Vanilli. Začali připravovat nové album pod názvem Back and in Attack. Jenže Rob Pilatus se mezitím dostal do značných osobních problémů, zapletl se do série přepadení a stal se drogově závislým. Farian mu sice zaplatil léčení, nicméně ještě než bylo comebackové album dokončeno, byl Pilatus 2. dubna 1998 nalezen mrtvý v hotelovém pokoji ve Frankfurtu, patrně předávkován drogami. Fab Morvan se dodnes pohybuje na hudební scéně, se střídavými úspěchy. Roku 2003 vydal své první sólové album pod názvem Love Revolution.